# ورم غدي زهمي
الورم الغدي الزهمي يُسمى خطًأ اضطرابًا جلديًا، يتكون من الأورام الليفية الوعائية التي تبدأ في مرحلة الطفولة (تظهر عمومًا في سن 2-5 سنوات)، وتظهر سريريًا على شكل حطاطات حمراء على الوجه خاصة على الثنيات الأنفية الشفوية والخد والذقن، يُعتقد في الغالب أنها حب شباب لا يستجيب للعلاج. قد يترافق الورم الغدي الزهمي أحيانًا مع التصلب الحدبي. تدريجيًا تصبح الحطاطات أكثر بروزًا بمرور الوقت وتستمر طوال الحياة. يُوصى بإزالته تجميليًا عن طريق صبغة الأرجون أو الليزر أو المبضع.

## خصائص الجلد
يشير الورم الغدي الزهمي إلى الطفح الجلدي الحطاطي البني المحمر الموجود بشكل مميز في توزيع «الفراشة» على الوجه. هذا الطفح الجلدي هو الواصم المرضي المميز للتصلب الحدبي وهو حساس للغاية ويحدث في أكثر من 85٪ من المرضى. في التشريح المرضي النسيجي يتكون الورم الغدي الزهمي من حطاطات ملساء متعددة هي ورم ليفي وعائي حميد. لا يظهر الطفح الجلدي بشكل عام عند الولادة ولكنه يظهر في مرحلة الطفولة بشكل عام قبل سن تسع سنوات، ويزداد شدة بمرور الوقت. يكون أكثر بروزًا في الطيات الأنفية الشفوية وفوق المناطق الوجنية.